# Nanterre
Nanterre (/nɑ̃.tɛʁ/) est une commune française située dans le département des Hauts-de-Seine, dont elle est la préfecture, en région Île-de-France.
En 2020, la commune compte 95 782 habitants, ce qui en fait la deuxième commune la plus peuplée du département après Boulogne-Billancourt. Ses habitants ont d'abord été appelés les Nanterrois et les Nanterroises puis les Nanterriens et Nanterriennes.
Ville universitaire, Nanterre accueille le campus de l'université Paris-Nanterre qui compte plus de 30 000 étudiants.

## Géographie

### Description
Nanterre est une ville de la banlieue ouest de Paris.
Le territoire de l'opération d'intérêt national (OIN) qui comprend La Défense, le plus grand quartier d'affaires d'Europe, s'étend en partie sur Nanterre, le reste étant partagé entre Courbevoie et Puteaux. Son aménagement est conduit par l'Établissement public Paris La Défense, qui succède en 2018 à l'EPADESA (Établissement public d'aménagement de la Défense Seine Arche, issu de la fusion en 2010 de l'EPAD (Établissement public pour l'aménagement de la région de la Défense) et de l'EPASA (Établissement public d'aménagement Seine-Arche).
La ville de Nanterre comprend aussi l'une des plus grandes universités de la région parisienne : l'université Paris-Nanterre.

### Communes limitrophes
Les communes limitrophes sont Rueil-Malmaison, Chatou, Carrières-sur-Seine, Bezons, Colombes, La Garenne-Colombes, Courbevoie, Puteaux et Suresnes.
| Carrières-sur-Seine | Bezons   | Colombes                       |
| Chatou              | Nanterre | La Garenne-Colombes Courbevoie |
| Rueil-Malmaison     | Suresnes | Puteaux                        |

### Géologie et relief
La superficie de la commune est de 1 219 hectares ; l'altitude varie entre 22  et   162 mètres.
Située en bord de Seine, la ville est située dans une plaine, la « plaine de Nanterre » qui s'étend de la Seine au mont Valérien et à la colline de La Défense.
Le territoire de la commune fait partie du Bassin parisien. Une nappe géothermique est présente en sous-sol[réf. nécessaire].

### Hydrographie
Le territoire communal est limité au nord-ouest par le lit du fleuve la Seine.

### Climat
Pour des articles plus généraux, voir Climat de l'Île-de-France et Climat des Hauts-de-Seine.
En 2010, le climat de la commune est de type climat océanique dégradé des plaines du Centre et du Nord, selon une étude du CNRS s'appuyant sur une série de données couvrant la période 1971-2000. En 2020, Météo-France publie une typologie des climats de la France métropolitaine dans laquelle la commune est exposée à un climat océanique altéré et est dans la région climatique Sud-ouest du bassin Parisien, caractérisée par une faible pluviométrie, notamment au printemps (120 à 150 mm) et un hiver froid (3,5 °C).
Pour la période 1971-2000, la température annuelle moyenne est de 12,1 °C, avec une amplitude thermique annuelle de 15,1 °C. Le cumul annuel moyen de précipitations est de 650 mm, avec 10,7 jours de précipitations en janvier et 7,7 jours en juillet. Pour la période 1991-2020, la température moyenne annuelle observée sur la station météorologique la plus proche, située sur la commune de Toussus-le-Noble à 17 km à vol d'oiseau, est de 11,5 °C et le cumul annuel moyen de précipitations est de 677,0 mm,. Pour l'avenir, les paramètres climatiques de la commune estimés pour 2050 selon différents scénarios d'émission de gaz à effet de serre sont consultables sur un site dédié publié par Météo-France en novembre 2022.

## Urbanisme

### Typologie
Au 1er janvier 2024, Nanterre est catégorisée grand centre urbain, selon la nouvelle grille communale de densité à sept niveaux définie par l'Insee en 2022.
Elle appartient à l'unité urbaine de Paris, une agglomération inter-départementale regroupant 407  communes, dont elle est une commune de la banlieue,,. Par ailleurs la commune fait partie de l'aire d'attraction de Paris, dont elle est une commune du pôle principal,. Cette aire regroupe 1 929 communes,.

### Occupation des sols

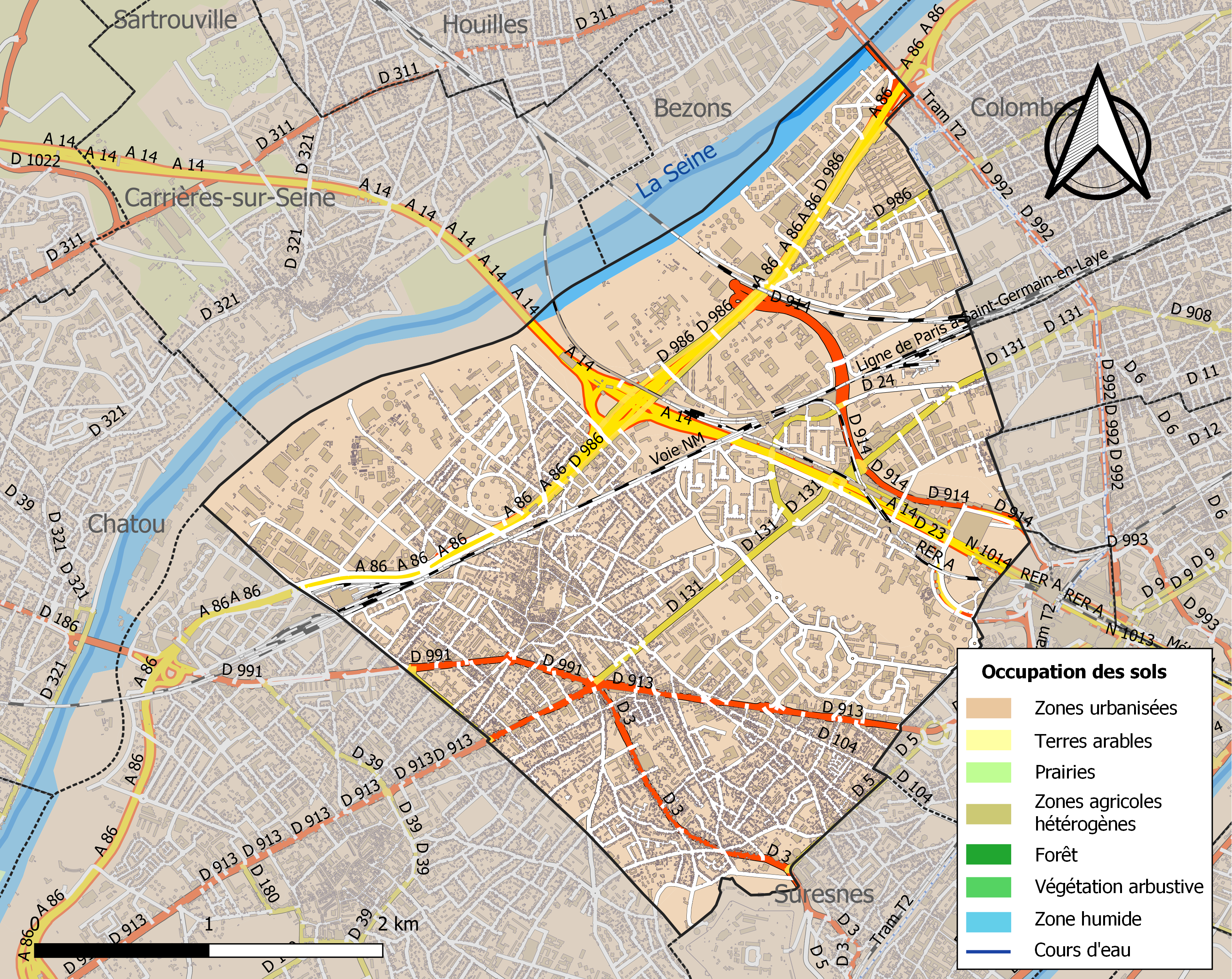
Carte des infrastructures et de l'occupation des sols de la commune en 2018 (CLC).

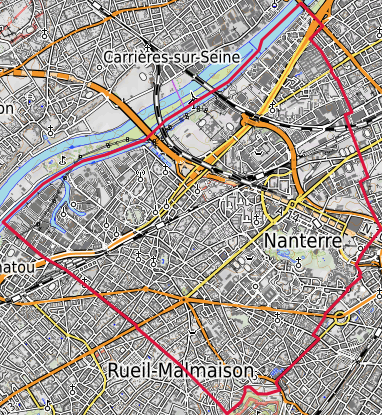
Carte topographie de la commune en 2022

### Morphologie urbaine
La ville de Nanterre est composée de dix quartiers :
- Quartier du Centre
- Quartier du Vieux-Pont - Sainte-Geneviève
- Quartier de la Boule - Champs-Pierreux
- Quartier du Plateau - Mont-Valérien
- Quartier du Parc Nord
- Quartier du Parc Sud
- Quartier du Petit-Nanterre
- Quartier de l'Université
- Quartier du Chemin de l'Île
- Quartier République

Un onzième quartier est en cours de réalisation : Les Groues qui sera détaché des quartiers du Parc Nord et du Petit-Nanterre, sur une superficie de 65 hectares. Les premiers logements sont livrés en mai 2025 et le chantier devrait prendre fin en 2032 et ajouter 10 000 habitants à la ville. 
L’Insee découpe la commune en huit « grands quartiers », eux-mêmes découpés en 38 îlots regroupés pour l'information statistique.
Le ville contient également six quartiers prioritaires depuis 2024, rassemblant un total de 29 000 habitants, presque un tiers de la population de Nanterre : Chemin de l'Île (le plus pauvre avec un taux de 40 %), Le Parc (le plus peuplé avec 12 000 habitants), Petit Nanterre, Anatole-France , Université I et Université II.

### Habitat et logement
En 2018, le nombre total de logements dans la commune était de 41 150, alors qu'il était de 38 027 en 2013 et de 36 275 en 2008.
Parmi ces logements, 93,4 % étaient des résidences principales, 2 % des résidences secondaires et 4,6 % des logements vacants. Ces logements étaient pour 14,1 % d'entre eux des maisons individuelles et pour 84,4 % des appartements.
Le tableau ci-dessous présente la typologie des logements à Nanterre en 2018 en comparaison avec celle des Hauts-de-Seine et de la France entière. Une caractéristique marquante du parc de logements est ainsi une proportion de résidences secondaires et logements occasionnels (2 %) inférieure à celle du département (3,7 %) et à celle de la France entière (9,7 %). Concernant le statut d'occupation de ces logements, 26,6 % des habitants de la commune sont propriétaires de leur logement (26,4 % en 2013), contre 42,5 % pour les Hauts-de-Seine et 57,5 % pour la France entière.
| Typologie                                               | Nanterre | Hauts-de-Seine | France entière |
| ------------------------------------------------------- | -------- | -------------- | -------------- |
| Résidences principales (en %)                           | 93,4     | 89,8           | 82,1           |
| Résidences secondaires et logements occasionnels (en %) | 2        | 3,7            | 9,7            |
| Logements vacants (en %)                                | 4,6      | 6,5            | 8,2            |

Plusieurs associations de locataires sont installés à Nanterre, elles sont au nombre de 3 : la CNL, l'UNLI (Union nationale des locataires indépendants) et la CGL.

### Projets d'aménagements
- De nombreuses stations de la ligne 1 du tramway d'Île-de-France vont être créées afin que le tramway traverse le Quartier du Petit-Nanterre depuis Colombes vers le Quartier de l'Université[17].

- Réaménagement très important du quartier du Petit-Nanterre et notamment la place des Muguets[18].

- Construction du quartier Cœur de Quartier entre les Terrasses de l'Université et la nouvelle gare Nanterre-Université avec la construction de logements privés et sociaux et la construction d'un centre commercial dont un cinéma de six salles. Les premiers immeubles, situés le long de la voie ferrée à la place des anciens locaux de l'ANPE, ont été livrés mi-2015 comprenant des logements sociaux et privés ainsi qu'un supermarché Casino, une résidence Apparthôtel et plusieurs commerces dont un Subway.
- Prolongement des terrasses Seine Arche La Défense, vers les Yvelines et la Seine, avec les terrasses de l'Université.
- Reconstruction du quartier des Groues, à la limite de La Garenne-Colombes et Courbevoie, avec la construction de la gare du RER E, Nanterre-La Folie.

### Espaces verts
- Le parc départemental André-Malraux[19] situé à proximité de La Défense est le plus grand parc de Nanterre avec ses 25 hectares. Il possède une vaste plaine de jeux, un parcours sportif doté de nombreux agrès, ainsi qu'un mur d'escalade. Une vaste aire de jeux d'eau est également ouverte tout l'été.
- Le parc départemental du Chemin de l'Île[20] situé sur les bords de Seine s'inscrit dans une démarche de développement durable. Les différents bassins sont alimentés par l'eau de la Seine qui y est purifiée, permettant au parc d'accueillir une faune et une flore variée. Ce parc donne accès à la Seine et au chemin de halage permettant de passage de Rueil-Malmaison à Colombes
- Le Parc des Anciennes-Mairies[21] se trouve au cœur de la vieille ville, il accueille tout au long de l'année des manifestations comme la Ferme Géante ou le festival Parades.
- Le parc des Chenevreux[22] situé dans le Sud de la ville, ce parc réaménagé en 2008 a vocation d'être un lieu d'étude de la biodiversité.
- Le Parc départemental du Mont-Valérien (promenade Jacques Baumel) situé au mont Valérien, permettant de faire le tour de la caserne militaire est partagé avec Suresnes et Rueil-Malmaison.
- Les jardins de l'Arche relient la ville de Nanterre à l'Arche de La Défense, ils sont actuellement[Quand ?] en réaménagement.
- Le jardin de découvertes[23] situé en dessous du cimetière-parc du Mont-Valérien, est un espace réservé exclusivement aux enfants dans le cadre d'ateliers scolaire.
- Les jardins partagés[24] sont plusieurs espaces qui se proposent de faire découvrir le jardinage aux habitants de Nanterre. Notamment Le jardin de Gorki et le jardin de l'association « c'est si bio ».

### Voies de communication et transports

#### Voies routières
Nanterre est un croisement de voies routières et autoroutières. En effet, c'est à Nanterre que se trouve l'échangeur entre la A14 et la A86. Par ailleurs, deux routes départementales importantes traversent Nanterre : la RD 913 (ex-RN 13) et la RD 914 (ex-RN 314).
Nanterre est dotée d'un réseau de pistes cyclables mal reliées entre elles comme celles partant de la mairie de Nanterre, au centre-ville de Nanterre[réf. nécessaire]. Le réseau se développe et il est aujourd'hui possible d'aller du parc André-Malraux à la Seine sans quitter les voies vertes ainsi que d'aller de Rueil à Suresnes en passant par la rue de Garches dans le quartier du Mont-Valérien.
Le chemin de halage le long de la Seine (promenade bleue) permet de relier la partie nord-ouest de Nanterre (côté Rueil) à la partie nord-est de Nanterre (côté Colombes) en passant par le parc du chemin de l'île. Ce tracé doit se prolonger vers le pont de Neuilly afin de parachever l'axe vert majeur qui reliera l'ensemble des communes du département. Deux véloroutes passent sur le territoire sur le même parcours : La Seine à vélo et l'Avenue verte London-Paris.

#### Transports en commun
La ville est bien dotée en transports en commun :
- RER A : gare de Nanterre-Université, gare de Nanterre-Préfecture, gare de Nanterre-Ville.

- RER E : gare de Nanterre-La Folie.

- Transilien Paris Saint-Lazare : Gare de la Défense.

- Tramway T2
- Bus RATP 73, 141, 157, 158, 159, 160, 163, 258, 259, 263, 276, 277, 304, 360, 363, 367, 378.

##### En projet
Il est prévu plusieurs projets d'arrivée de transports en commun à Nanterre :
- Ligne T1 vers 2027 : arrivant de Colombes et allant jusqu'à Rueil-Malmaison, en passant par le quartier du Petit-Nanterre, la gare de Nanterre-Université, la préfecture des Hauts-de-Seine et la place de la Boule ;
- Ligne 15 du Grand Paris Express en 2030 : gare Nanterre - La Boule et gare de Nanterre-La Folie ;
- Ligne 18 du Grand Paris Express en 2030 au plus tôt : terminus de la ligne à la gare de Nanterre-La Folie, qui ira jusqu'à l'aéroport de Paris-Orly.

## Toponymie
Le nom Nanterre trouve son origine dans le Gallo-romain "Nemetodurum", qui est une combinaison de deux éléments :
"Nemeton" (ou nemeto-), qui était un mot celte désignant un sanctuaire ou un lieu sacré. Cela suggère que Nanterre pourrait avoir été un lieu de culte important à l'époque gauloise.
"Durum", un mot latin signifiant « place fortifiée » ou « marché ».
Au fil du temps, Nemetodurum a évolué en Nantuerre, puis Nanterre.

## Histoire

### Préhistoire

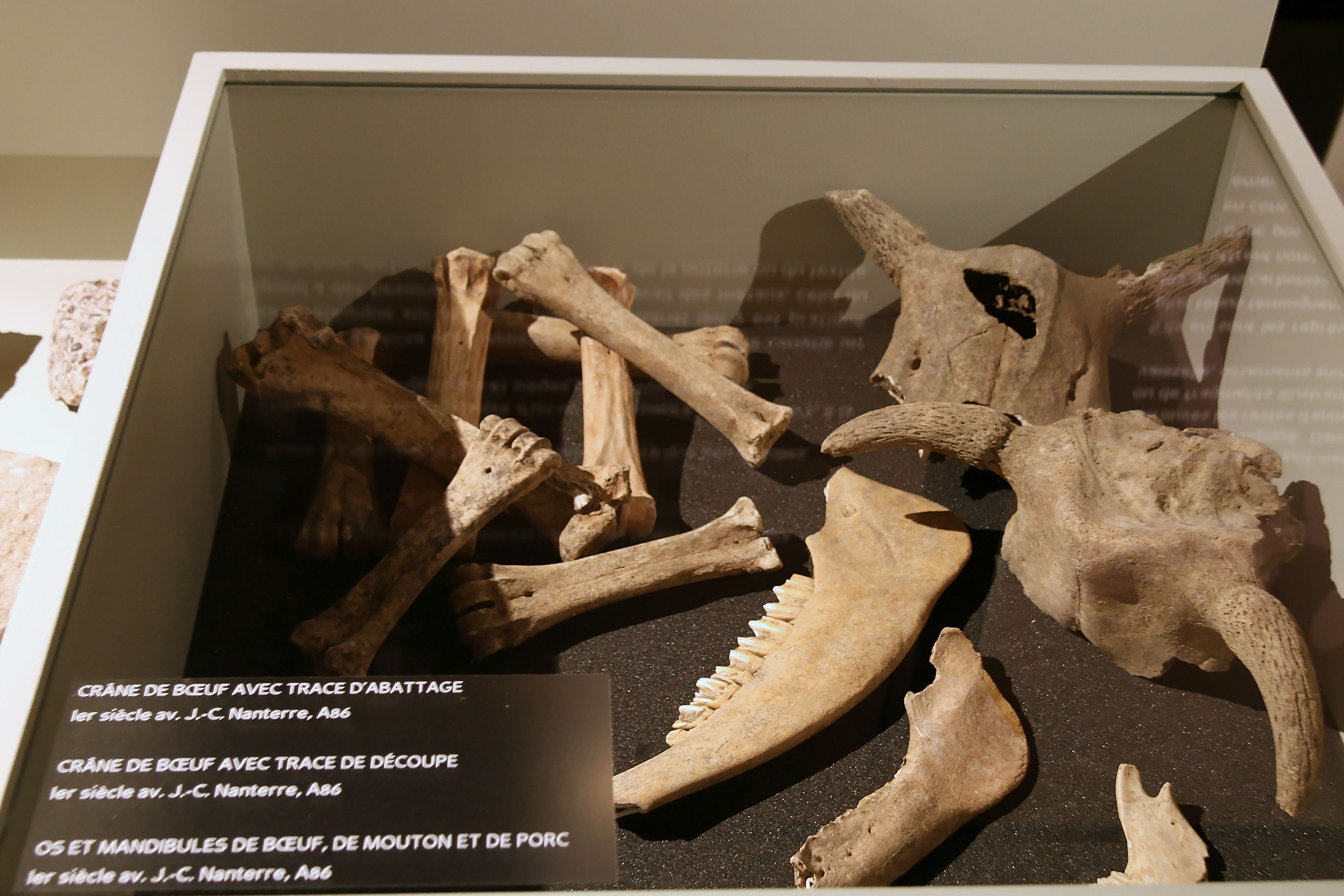
Exposition temporaire des fouilles archéologiques de Nanterre en avril 2008, découverte de cranes de bœuf avec trace d'abattage et découpe,

La présence humaine est attestée sur le site de Nanterre dès l’époque néolithique par les découvertes fortuites d’outils de pierre.

### Protohistoire
L’aménagement des berges de la Seine évoque pour sa part un port fluvial, affirmant Nanterre dans son statut de centre de commerce et d’échanges.
Des fouilles archéologiques préventives liées aux travaux de la A 86 menées à Nanterre à la fin 2003 ont mis au jour une nécropole de la première moitié du IIIe siècle av. J.-C. ainsi que des quartiers d'habitat et d'artisanat plus récents, au nord-ouest de Nanterre, en bordure de la Seine. La surface, estimée de 20 à 25 hectares au minimum pour la partie urbanisée, évoque les grands sites urbains du Ier siècle av. J.-C.
Sous réserve de découvertes archéologiques futures, cette ville, qui comportait un atelier monétaire, était possiblement l'agglomération principale du peuple parisii qui vivait alors en Île-de-France. Elle aurait pu se déplacer ensuite à la faveur de l'occupation romaine vers le site parisien de Lutèce, tout comme Bibracte fut déplacée à Autun.

### Antiquité

#### LeVicusgallo-romain
Une agglomération gauloise en bordure de Seine fut abandonnée à l’aube du règne d’Auguste, dans les années trente avant notre ère. Le vicus (agglomération secondaire) gallo-romain de Nanterre fut déplacée vers le sud-est, plus à l'intérieur des terres. L’espace semble avoir été divisé en quartiers spécialisés, reliés par un système orthogonal de voirie. Quartiers d’artisans voisinent avec les zones résidentielles, au sein desquelles sont parfois établis des lieux de rassemblement. Des traces de festins ont été découvertes.

#### Ville de sainte Geneviève
La Vie de sainte Geneviève, document écrit au début du VIe siècle, mentionne la naissance de Geneviève à Nanterre vers 423 et lui attribue la guérison miraculeuse de la cécité de sa mère avec l’eau du puits situé près de sa maison. Après la mort de sainte Geneviève, Clovis et Clotilde créent l’Abbaye Sainte-Geneviève de Paris qu’ils dotent de vastes possessions. Nanterre fait partie des villages dont cette abbaye devient le seigneur. De nombreux sarcophages mérovingiens, mis au jour lors des fouilles archéologiques effectuées sous le parvis de la cathédrale en 1973 ainsi qu'en 2007, attestent l’importance de Nanterre pendant cette période.

### Moyen Âge
Une église fut construite à Nanterre du temps de sainte Geneviève, elle fut rebâtie à plusieurs reprises. Probablement déjà dédiée à saint Maurice, elle était à cette époque le seul lieu de culte de la presqu’île de Gennevilliers.
L'abbaye Sainte-Geneviève de Paris, seigneur de Nanterre, percevait les droits afférents à sa charge temporelle, et exerçait ses droits de haute et basse justice. Elle assurait également sa charge spirituelle, le prieur de la communauté religieuse était aussi curé de Nanterre.
En 1247, le roi Louis IX signa la charte d'affranchissement des serfs de Nanterre, mais l'abbaye conservait tous ses droits de seigneurie, justice, censive, coutumes, taille et corvées.
Les chroniques mentionnent les affres de la guerre de Cent Ans : bourg plusieurs fois pillé, habitants pendus en 1346 et en 1441. Les Anglais y commirent toutes sortes d'exactions et brûlèrent la ville en grande partie et incendièrent l'église dont seul le clocher subsiste.

### Époque moderne
Au XVIe siècle, les guerres de Religion apportèrent leur lot de misère et de violences. Plus tard Nanterre reçut la visite de Henriette-Marie de France, fille de Henri IV, et reine d'Angleterre en 1625, de Louis XIII en 1630.
En 1634, le père Beurrier, abbé nommé par l’abbaye Sainte-Geneviève de Paris pour reprendre en main les affaires spirituelles et temporelles de la paroisse, fut chargé de créer une communauté religieuse et d’établir « un noviciat et séminaire pour l’instruction de ceux qui désireront entrer dans la congrégation. » L'établissement, qui devint le collège royal de Nanterre, ouvrit ses portes dans l’actuel parc des anciennes-Mairies, près de la rue Maurice-Thorez. En 1794, l'établissement fut fermé, vendu à un particulier puis démoli.
La place de la Boule-Royale fut aménagée au XVIIIe siècle.
Nobles et bourgeois s'établirent à Nanterre. Les terres cultivées comprenaient un tiers de céréales, un tiers de vignes et un tiers de légumes. Des réserves à gibier furent laissées pour les chasses royales. On exploitait des carrières souterraines de pierre à bâtir.
Le mont Valérien, habité par quelques ermites, devint un haut lieu religieux et un calvaire y fut édifié.
Il reste encore quelques vestiges des anciennes fortifications de Nanterre.
Nanterre était sous l'Ancien Régime un relais pour les diligences sur la route Caen-Paris.

### Époque contemporaine

#### Révolution française
En 1789, les Nanterriens rédigent leurs cahiers de doléances. Ils demandent la suppression des réserves à gibiers, des impôts injustes, des corvées et des droits abusifs des moines génovéfains. Le 4 août 1789, les délivre des privilèges. Le 29 août, la justice seigneuriale est abolie.
De 1790 à 1795, Nanterre était un canton du district de Franciade. Le 7 février 1790 est élue la première municipalité, au suffrage censitaire : le maire est Jérôme Barot. Nanterre n'affiche pas un grand zèle révolutionnaire ; la Révolution interrompt les échanges avec Paris et prive les Nanterriens de ressources.
Après la victoire de Jemmapes, les volontaires veulent rentrer au pays pour les vendanges mais devant le refus de leurs supérieurs, ils se mutinent.
Le calvaire du mont Valérien est le refuge de pieux laïcs, des ecclésiastiques suspectés, des religieuses dispersées et des contre-révolutionnaires, dépossédés par la Révolution française. Ils bénéficient de la mansuétude du maire Gillet, mais pas du président du comité de Surveillance de la commune Ravoise qui le 9 mai 1794 dénonce l'ancien fermier général Charles-Adrien Prévost d'Arlincourt 76 ans, au Comité de sûreté générale, puis l'arrête. Il est guillotiné le 14 mai. Nanterre accueille avec soulagement le 9 thermidor. François Hanriot, né le 3 décembre 1759, natif de Nanterre, devenu général, commandant de la Garde nationale au cours de la Révolution française, est guillotiné le 10 thermidor (28 juillet 1794) avec Robespierre.

#### XIXesiècle
En 1815, il y eut à Nanterre un engagement entre les troupes anglo-prussiennes et les Français qui eurent l'avantage. Un bataillon prussien entier y fut haché. Le lendemain, les Français s'étant retirés sur Paris, les Anglais prirent le bourg.
- Le chemin de fer

La Ligne de Paris-Saint-Lazare à Saint-Germain-en-Laye, première ligne de chemin de fer partant de Paris ouverte aux voyageurs, est inaugurée le 24 août 1837. La mise à niveau de la voie qui coupe le territoire en deux, nécessita le creusement d’une tranchée, l’édification d’un talus et la construction de ponts. Le 1er octobre 1972, le tronçon Nanterre-Université - Saint-Germain-en-Laye est cédé par la SNCF à la RATP pour être incorporé à la ligne A du RER.
Pendant la guerre de 1870, les Nanterriens se réfugient à Paris. Les canons de la forteresse du Mont-Valérien, édifiée en 1841, contiennent l’ennemi au-delà de la Seine. Nanterre est gravement endommagé par les échanges de tirs, puis par l’occupation et les réquisitions des Prussiens.

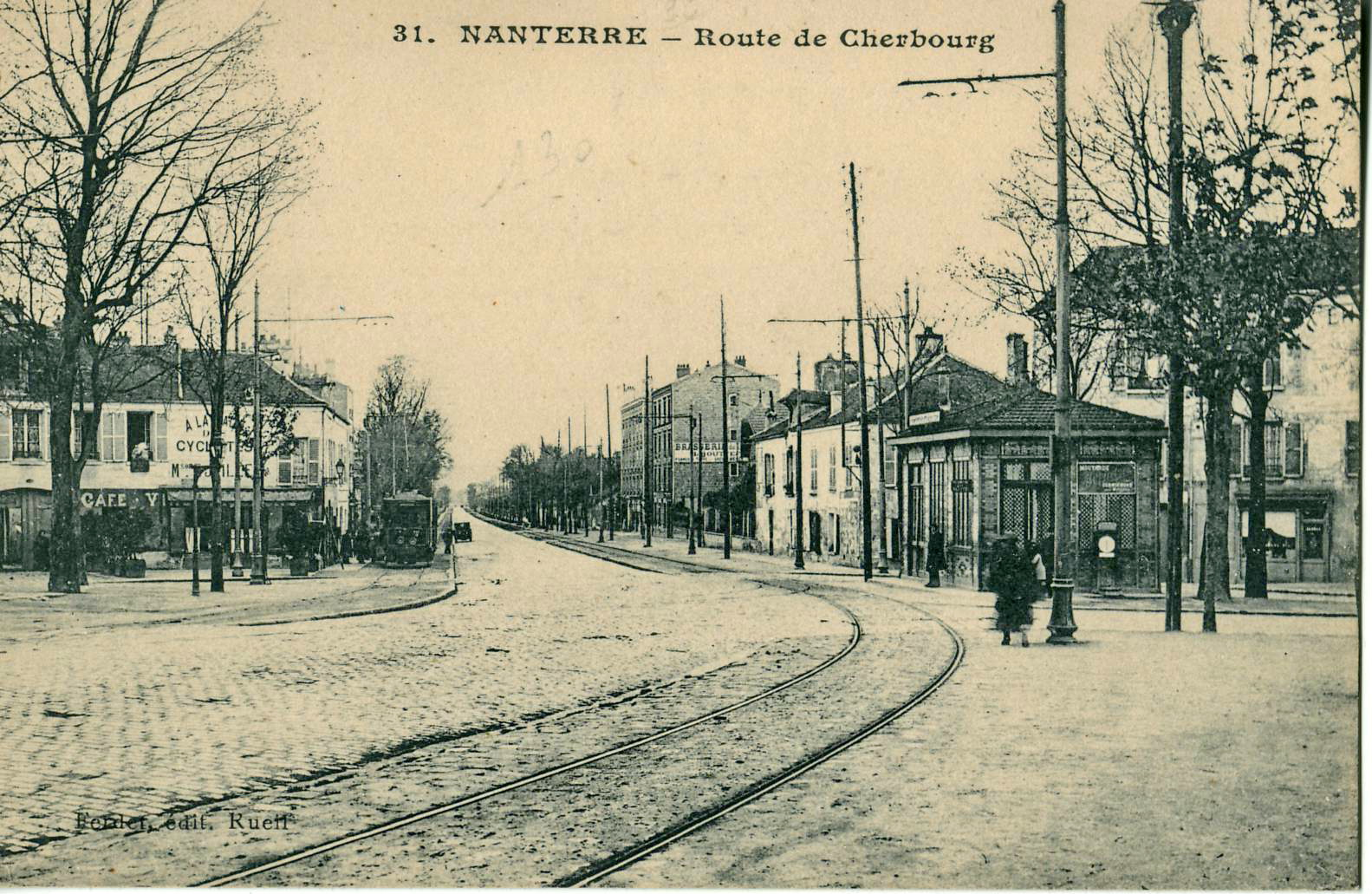
La RN 13 dans les premières années du XXe siècle. Les rails sont ceux du tramway Paris - Saint-Germain qui circula de 1890 à 1935.
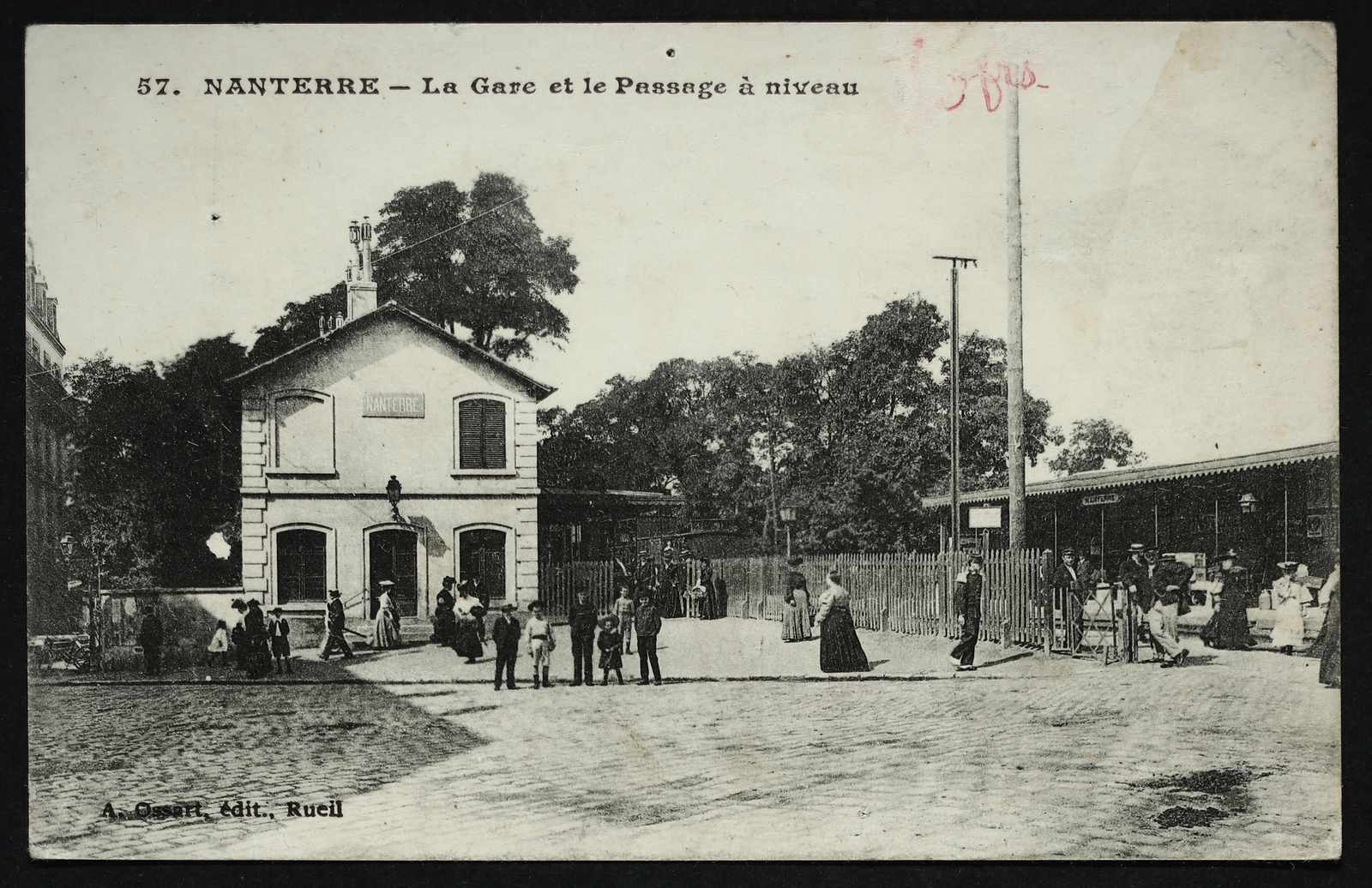
La Gare de Nanterre-Ville vers 1900.

Pendant la répression de janvier et février 1894, la police y effectue des perquisitions visant les anarchistes qui y résident, sans réel succès et y arrête Louis Léveillé,,. 

#### XXesiècle
Nanterre fait partie de la ceinture rouge : sa population majoritairement ouvrière élit des maires communistes engagés dans la lutte des classes. Raymond Barbet est ainsi suspendu de son mandat en 1948 pour avoir soutenu la grève des mineurs.
La majorité municipale change de bord et devient en 1935 communiste avec l'élection de Raymond Barbet. Sous son mandat, il change littéralement la ville avec la création, entre autres, d'un office municipal HLM et de nombreux logements sociaux en barre afin de loger les bidonvilles à la place comme la cité des Paquerettes, des Provinces Françaises.
Le site de l'Université était à l'origine un terrain militaire qui fut abandonné par l'État. L'université Paris-X y fut donc construite. Le quartier de la nouvelle université est desservi par la gare de Nanterre - Université.
Nanterre connut plusieurs événements importants durant les années 1960 :
- Nanterre devient le chef-lieu du nouveau département des Hauts-de-Seine créé en 1964.
- Nanterre est le siège épiscopal du diocèse de Nanterre créé le 9 octobre 1966. L'église Sainte-Geneviève-et-Saint-Maurice de Nanterre est devenue cathédrale à la création du diocèse en 1966. Sainte Geneviève, originaire de Nanterre, devient la sainte patronne du diocèse de Nanterre. Elle est aussi sainte patronne du diocèse de Paris.
- Le quartier du Parc est desservi par la gare de Nanterre - Préfecture sur la ligne A du RER.

Le grand parc André-Malraux est construit dans les années 1970 en lieu et place de carrières de pierre servant à remblayer la terre venant de la construction des tours de La Défense. À côté de ce parc, est créé un grand quartier de logements sociaux avec la cité Pablo-Picasso dessiné par Émile Aillaud et un quartier, à l'opposé du parc, de bureaux et de logements privés avec les bâtiments MH et les MB.
Plusieurs quartiers changent énormément avec les départs des grandes usines de la ville comme Simca, Forvil (Docteur Pierre), etc. Le quartier du Champs-Pierreux est entièrement aménagé après le départ de l'usine Simca à la fin du siècle.

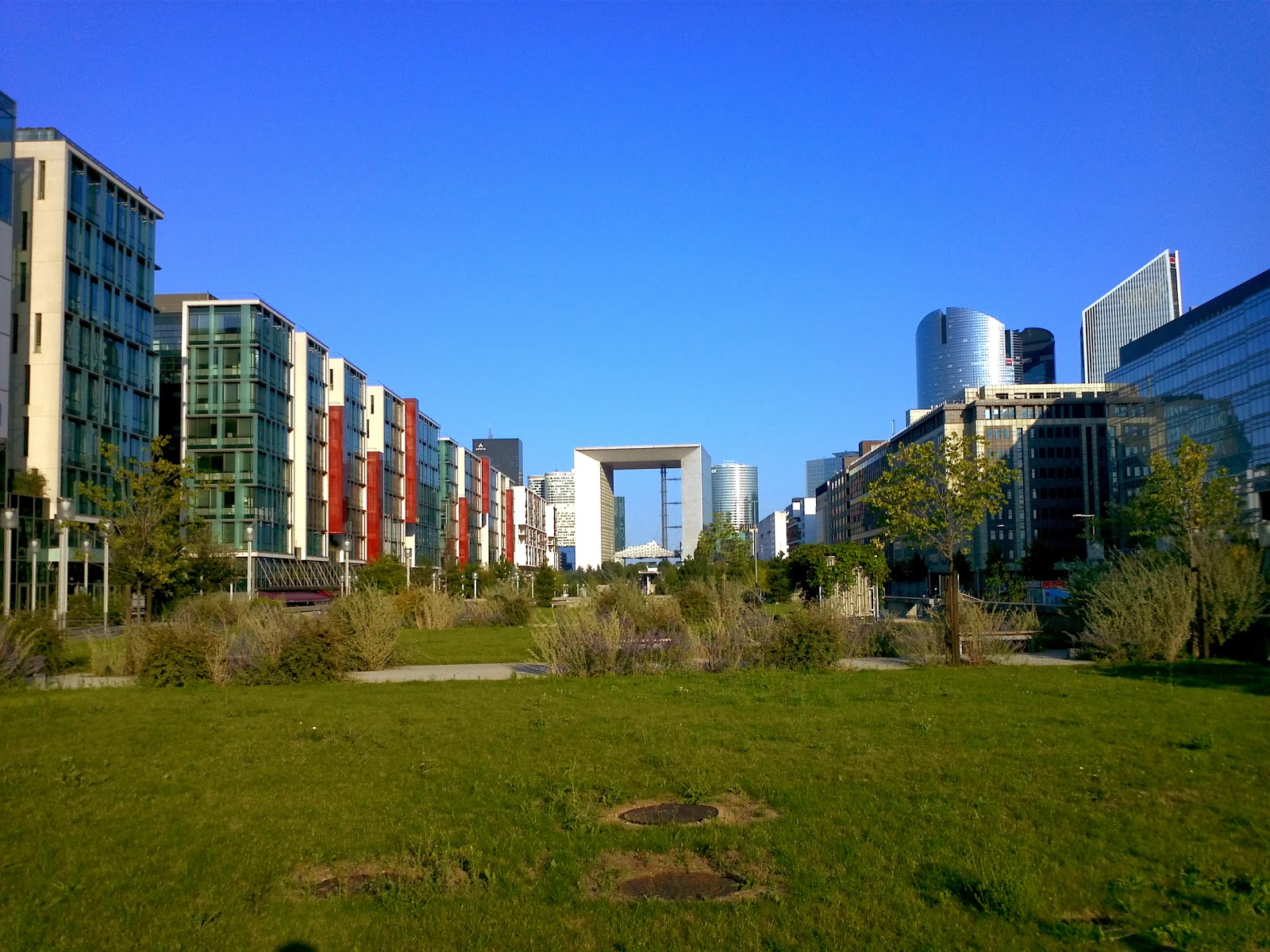
Les Terrasses de Nanterre.

#### XXIesiècle
Le 26 mars 2002, Richard Durn s'introduit avec des armes dans l’hôtel de ville de Nanterre. Il tue huit personnes du conseil municipal et en blesse grièvement 14 autres. Le 28 mars 2002, il se suicide en se défenestrant du 4e étage du Quai des Orfèvres, à Paris, alors qu'il était interrogé par deux policiers.
Les Terrasses, immeubles et espaces verts construits sur la nouvelle autoroute A14 prennent vie avec l'arrivée d'Axa et du futur stade de l'Arena 92.
Ouverte en 1904, la Société des papeteries de la Seine, dite aussi Papeterie du Petit Parisien, devenue propriété du groupe multinational papetier Smurfit Kappa, ferme en 2011,.
La nouvelle gare de Nanterre - Université est inaugurée le 17 décembre 2015, en présence de Patrick Jarry, maire, Patrick Devedjian, président du conseil départemental des Hauts-de-Seine, Valérie Pécresse, présidente du conseil régional d'Île-de-France, d'Élisabeth Borne, présidente de la RATP et de plusieurs élus municipaux.
Le 27 juin 2023, Nahel Merzouk, jeune habitant de Nanterre, meurt d'un coup de feu d'un policier. Une marche blanche a lieu deux jours plus tard. Des émeutes ont lieu dans la ville ainsi que dans d'autres en France et à l'étranger.

## Politique et administration

### Rattachements administratifs et électoraux
Antérieurement à la loi du 10 juillet 1964, la commune faisait partie du département de la Seine. La réorganisation de la région parisienne en 1964 fit que la commune est désormais le chef-lieu du département des Hauts-de-Seine et à son arrondissement de Nanterre, après un transfert administratif effectif au 1er janvier 1968.
Pour l'élection des députés, la ville fait partie depuis 1986 de la quatrième circonscription des Hauts-de-Seine.
Elle était de 1793 à 1893 le chef-lieu du canton de Nanterre, année où elle intègre le canton de Puteaux du département de la Seine. Lors de la mise en place des Hauts-de-Seine, la commune est divisée entre les cantons de Nanterre-Nord et Nanterre-Sud. En 1984, un nouveau découpage cantonal est défini, avec :
- le canton de Nanterre-Nord, qui comptait 34 424 habitants (2006),
- le canton de Nanterre-Sud-Est, qui comptait 22 972 habitants (2006),
- le canton de Nanterre-Sud-Ouest, qui comptait 30 920 habitants (2006).

Dans le cadre du redécoupage cantonal de 2014 en France, la commune est désormais divisée en deux cantons :
- le canton de Nanterre-1 compte 59 725 habitants (2015) comprenant 80 % de la ville de Nanterre,
- le canton de Nanterre-2 compte 78 260 habitants (2015) comprenant un seul quartier de Nanterre et la ville de Suresnes.

Nanterre est également une cité judiciaire.

### Intercommunalité
Nanterre a rejoint, en 2011, la communauté d'agglomération du Mont-Valérien.
Dans le cadre de la mise en œuvre de la volonté gouvernementale de favoriser le développement du centre de l'agglomération parisienne comme pôle mondial est créée, le 1er janvier 2016, la métropole du Grand Paris (MGP), dont la commune est membre.
La loi portant nouvelle organisation territoriale de la République du 7 août 2015 prévoit également la création de nouvelles structures administratives regroupant les communes membres de la métropole, constituées d'ensembles de plus de 300 000 habitants, et dotées de nombreuses compétences, les établissements publics territoriaux (EPT).
La commune a donc également été intégrée le 1er janvier 2016 à l'établissement public territorial Paris Ouest La Défense, qui succède à la communauté d'agglomération du Mont-Valérien.

### Tendances politiques et résultats
La ville est dirigée sans discontinuer par le parti communiste français (PCF) depuis l'élection de Raymond Barbet en 1935. Même si le maire Patrick Jarry a quitté le PCF en 2010, la majorité municipale est de gauche plurielle : PCF, PS, EELV, Génération.s et citoyen-ne-s.
Lors du premier tour des élections municipales de 2014 dans les Hauts-de-Seine, la liste FG-PS-EELV menée par le maire sortant Patrick Jarry obtient la majorité absolue des suffrages exprimés, avec 11 525, 53,84 %, 42 conseillers municipaux élus dont 19 communautaires), devançant très largement celles menées respectivement par :
- Camille Bedin (UMP-UDI, 5 856 voix 27,36 %, huit conseillers municipaux élus dont quatre communautaires) ;
- Pierre Creuzet (UDI-MoDem, 2 630 voix, 12,28 %, trois conseillers municipaux élus dont un communautaire ;
- Yann Le Merrer (NPA, 593 voix, 2,77 %, pas d'élu) ;
- Maryse Ramambason (POI, 447 voix, 2,08 %, pas d'élu) ;
- Laurent Strumanne (LO, 352 voix, 1,64 %).

Lors de ce scrutin, 50,96 % des électeurs se sont abstenus.
Lors du premier tour des élections municipales de 2020 dans les Hauts-de-Seine, la liste PCF-EÉLV-PS-G.s menée par le maire sortant Patrick Jarry obtient la majorité absolue des suffrages exprimés, avec 8 324 voix (51,91 %, 43 conseillers municipaux élus dont deux métropolitains), devançant très largement celles menées respectivement par :
- Camille Bedin[55], conseillère départementale de Nanterre-2 (UDI, 4 628 voix, 28,86 %, huit conseillers municipaux élus) ;
- Adam Oubuih[56] (LREM, 1 537 voix, 9,58 %, deux conseillers municipaux élus) ;
- Rossana Morain[57],[58] (LFI, 593 voix, 3,69 %, pas d'élu) ;
- Fatia Bentot[59] (UDMF, 329 voix, 2,05 %, pas d'élu) ;
- Faouzi Ahamada[60] (UPR, 274 voix, 1,70 %, pas d'élu) ;
- Laurent Strumanne (LO, 236 voix, 1,47 %, pas d'élu) ;
- José Adrien Eloundou (EXG, 113 voix, 0,70 %, pas d'élu).

Lors de ce scrutin marqué par la pandémie de Covid-19 en France, 66,13 % des électeurs se sont abstenus.

### Administration municipale
Compte tenu de la population de la commune, son conseil municipal compte 53 élus, y compris le maire et ses adjoints.
Pour la mandature 2020, la municipalité est constituée du maire et de ses 20 adjoints.

### Liste des maires
| Période         | Période                       | Identité                   | Étiquette                        | Qualité |
| --------------- | ----------------------------- | -------------------------- | -------------------------------- | --- |
| 22 août 1944    | 25 octobre 1948               | Raymond Barbet             | PCF                              | Cheminot Conseiller général de la Seine (1945 → 1967) Révoqué par le ministre de l'Intérieur Jules Moch |
|                 |                               |                            |                                  | |
| 28 mai 1950     | 14 mai 1973                   | Raymond Barbet             | PCF                              | Cheminot, maire honoraire (1973) Député de la Seine (33e circ.) (1962 → 1967) Député des Hauts-de-Seine (7e circ.) (1967 → 1977) Conseiller général de la Seine (1945 → 1967) Vice-président du conseil général Démissionnaire                                                            |
| 14 mai 1973     | 26 mai 1988                   | Yves Saudmont,             | PCF                              | Ouvrier ajusteur Conseiller général de Nanterre-Sud (1979 → 1985) Conseiller général de Nanterre-Sud-Ouest (1985 → 1992) Démissionnaire |
| 26 mai 1988     | 14 octobre 2004               | Jacqueline Fraysse-Cazalis | PCF                              | Cardiologue Sénatrice des Hauts-de-Seine (1986 → 1997) Députée des Hauts-de-Seine (4e circ.) (1997 → 2017) Conseillère générale de Nanterre-Nord (1976 → 1982) Démissionnaire |
| 14 octobre 2004 | octobre 2023                  | Patrick Jarry              | PCF - FASE puis GC - FG puis DVG | Ingénieur des Ponts et Chaussées Conseiller général de Nanterre-Nord (2008 → 2015) Conseiller départemental de Nanterre-1 (2015 →) Président de Paris Métropole (2015 → 2016) Vice-président de l'EPT Paris Ouest La Défense (2016 →) Président de l'EPADESA (2013 → 2017) Démissionnaire |
| octobre 2023    | En cours (au 20 octobre 2023) | Raphaël Adam               | DVG                              | Fonctionnaire au ministère du Travail Ancien adjoint à l'urbanisme et à l'aménagement |

### Politique environnementale
Nanterre mène des politiques environnementales depuis les années 1980.
Elle est depuis douze ans[Quand ?] la ville la plus primée au concours des Grand Prix de l'Environnement d'Île-de-France. Plusieurs politiques marquent une évolution progressive de la ville.
Le plan Climat Territorial est adopté en 2007.
En 2008 débute EcoZone, festival de l'écologie concrète (4 500 visiteurs chaque année).
En 2009 est lancée la technologie Degrés Bleus, développée par Lyonnaise des Eaux, pour la première fois en France ; 650 logements de l'écoquartier Boule-Sainte-Geneviève sont chauffés en récupérant la chaleur des eaux usées et d'une nappe géothermique en sous-sol (chaudière au gaz en complément).
Le premier bâtiment à ossature de bois des Hauts-de-Seine est construit en 2010 à Nanterre et a ouvert ses portes en 2013. Il s’agit de l’école Abdelmalek-Sayad qui a une capacité d’accueil de 15 classes et est le premier bâtiment à énergie positive de la commune (produisant plus d'énergie que sa consommation). Elle utilise en intérieur uniquement des matériaux sains, à savoir des planchers et murs en bois, un linoléum composé de poudre de liège et de lin, du mobilier et une peinture sans colle ni solvants. De plus, les stores, l'éclairage, la ventilation et le chauffage sont gérés informatiquement. Cette gestion a l’avantage de ne chauffer que les parties occupées dans les bâtiments. Des triples vitrages et des épaisseurs de laine de bois assurent une isolation efficace. Un système de ventilation double flux couplé à un plancher chauffant assure une température idéale en toute saison. Durant les périodes de chaleur intense, les pièces sont rafraichies par la surventilation nocturne et la circulation de l'eau de la nappe phréatique dans les planchers. L’énergie nécessaire à l’alimentation du parking public La Croix, construit sous l'école, est fournie par aux panneaux photovoltaïques situés sur le toit de l'école. L'école Abdelmalek-Sayad a reçu en 2012 des distinctions de l'agence de l'environnement et de la maîtrise de l'énergie (Ademe) et de l'association des maires d'Île-de-France.

### Jumelages
| Ville | Ville    | Pays | Pays        | Période               |
| ----- | -------- | ---- | ----------- | --------------------- |
|       | Craiova  |      | Roumanie    | depuis 1962           |
|       | Novgorod |      | Russie      | depuis 1975           |
|       | Pesaro   |      | Italie      | depuis le 25 mai 1969 |
|       | Tlemcen  |      | Algérie     | depuis 1989           |
|       | Watford  |      | Royaume-Uni | depuis 1960           |
|       | Žilina   |      | Slovaquie   | depuis 1972           |

Par ailleurs, la commune de Nanterre a signé des contrats de coopération :
- en 2003 avec Alvorada au Brésil[86],
- en 2006 avec Dheisheh dans les territoires palestiniens[86],
- en 2007 avec Guarulhos au Brésil[86].

## Équipements et services publics

### Enseignement
Nanterre est située dans l'académie de Versailles.

#### Établissements scolaires
Nanterre est dotée de nombreux établissements d'enseignement primaires et secondaires publics :
| Maternelle                     | Élémentaire                    | Collège         | Lycée                                |
| ------------------------------ | ------------------------------ | --------------- | ------------------------------------ |
| Anatole-France                 | Anatole-France                 | République      | Lycée Frédéric-et-Irène-Joliot-Curie |
| Honoré-de-Balzac               | Honoré-de-Balzac               | Évariste-Galois | Lycée professionnel Louise-Michel>   |
| Elsa-Triolet                   | Elsa-Triolet                   | Jean-Perrin     | Lycée professionnel Claude-Chappe    |
| Jacques-Decour                 | Jacques-Decour A et B          | Paul Éluard     | Lycée professionnel Paul Langevin    |
| Joinville                      | Joinville                      | Les Chènevreux  |                                      |
| Frédéric-et-Irène-Joliot-Curie | Frédéric-et-Irène-Joliot-Curie | Victor-Hugo     |                                      |
| Jules-Ferry                    | Jules-Ferry A & B              | André-Doucet    |                                      |
| La Fontaine                    | La Fontaine                    |                 |                                      |
| Maxime-Gorki                   | Maxime-Gorki                   |                 |                                      |
| Pablo-Neruda                   | Pablo-Neruda                   |                 |                                      |
| Pablo-Picasso                  | Pablo-Picasso                  |                 |                                      |
| Pâquerettes                    | Pâquerettes                    |                 |                                      |
| Paul-Langevin                  | Paul-Langevin                  |                 |                                      |
| Lucie-Aubrac                   | Lucie-Aubrac                   |                 |                                      |
| Robespierre                    | Robespierre                    |                 |                                      |
| Romain-Rolland                 | Romain-Rolland A & B           |                 |                                      |
| Henri-Wallon                   | Henri-Wallon                   |                 |                                      |
| Danielle-Casanova              | Centre                         |                 |                                      |
| Eugénie-Cotton                 | Voltaire A & B                 |                 |                                      |
| France-Bloch                   |                                |                 |                                      |
| Jacques-Prévert                |                                |                 |                                      |
| Victor-Hugo                    |                                |                 |                                      |
| Moulin-des-Gibets              |                                |                 |                                      |

Nanterre accueille, entre autres, également l'École de danse de l'Opéra de Paris depuis 1987 et le campus de l'université Paris Ouest - Nanterre La Défense.
En synthèse, la ville administre vingt-trois écoles maternelles et dix-neuf écoles élémentaires communales. Le département Hauts-de-Seine gère sept collèges et la région Île-de-France trois lycées.

#### Vie universitaire
Nanterre accueille le campus de l'université Paris Nanterre.

### Santé
Nanterre possède trois centres municipaux de santé et un hôpital spécialisé dans la prise en charge des sans-abris, le Centre d'accueil et de soins hospitaliers (CASH).
Le CASH est le plus grand centre d'hébergement d'Europe et le seul établissement en France à avoir un double statut d'hôpital et de centre d'hébergement pour sans-abris.
Il a un statut juridique particulier, avec une tutelle conjointe des ministères de la Santé, du Logement et de l'Intérieur. Le préfet de police est président du conseil d'administration du CASH – par dérogation à la loi Hôpital, patients, santé et territoire du 29 janvier 2009.
Cet établissement, anciennement Maison de Nanterre, regroupe en son sein un hôpital de médecine chirurgie obstétrique (MCO) Max-Fourestier de 200 lits, une maison de retraite (EHPAD) de 350 lits, un Centre d'Hébergement et d'Accueil de Personnes Sans Abris (CHAPSA) de 300 lits (400 en temps de grands froids), deux Centres d'Hébergement et de Réinsertion Sociale (CHRS) de 200 lits chacun, ainsi qu'un centre d'accueil de demandeurs d'asile (CADA) de 40 lits et 18 appartements de résidences sociales (SAVS) qui assure un suivi social de personnes précaires.
Anciennement appelé « Maison de Nanterre », l'établissement était un dépôt de mendicité et une prison construit dans la deuxième moitié du XIXe siècle pour incarcérer les vagabonds de Paris. L'infirmerie qui s'est développée progressivement pour répondre aux besoins en santé des personnes en situation de grande précarité hébergées est devenu un hôpital, ouvert sur la ville de Nanterre, bien que recueillant encore les sans-abris hébergés dans les différentes structures sociales de l'établissement dans ses services. Ceux-ci constituent 20 % des patients de l'hôpital.
Le CHAPSA, fondé par Xavier Emmanuelli et Jacques Hassin sert à l'hébergement d'urgence de sans-abris.
Le CASH se situe dans le quartier du Petit Nanterre, au 403 avenue de la République et est accessible avec le tramway T2, la ligne de bus 378 depuis la station RER A Nanterre-Ville et la ligne 304 depuis la station RER A Nanterre-Université.
Les sans-abris viennent pour être hébergés temporairement au CHAPSA du CASH par des transports spécialement dédiés : les bus de la police de la Brigade d'assistance aux personnes sans-abri (BAPSA), les véhicules du Samu social et les bus de la RATP. Les sans-abris peuvent prendre les bus de la BAPSA tous les soirs à la Villette à différentes heures de la nuit, appeler le 115 pour réserver une place - de préférence tôt le matin - ou s'adresser à un agent de la RATP. Les sans-abris se présentant directement au CHAPSA à pied ne trouvent généralement pas de places.
Les sans-abris reçoivent au CHAPSA une douche, un diner, un lit dans une chambre collective de six lits, un petit-déjeuner et peuvent recevoir des soins infirmiers. Un transfert rapide vers le côté hospitalier du CASH se fait en cas de besoin. Un étage est théoriquement réservé aux femmes pour des raisons de sécurité. La structure propose également des temps d’animation ponctuels (atelier théâtre, lecture, musique…).
La sécurité y est assurée par des veilleurs de nuit dans chaque étage, des caméras de surveillance et un détecteur de métaux implanté à l'entrée du CHAPSA.
Il est demandé aux hébergés du CHAPSA de quitter les lieux le matin vers 10 h. Le site internet de l'établissement précise : « L’accueil au CHAPSA n’est soumis à aucune condition administrative. Aucune participation financière n’est demandée aux usagers. La prise en charge n’est pas limitée dans le temps et peut être renouvelée autant que de besoin. » L'accueil y est également anonyme. Les sans-abris peuvent donner le nom qu'ils veulent (inventé ou non) mais ne doivent pas en changer s'ils reviennent, afin que l'établissement puisse mesurer le nombre de passages différents.
L'ouvrage de l'anthropologue, psychanalyste et philosophe Patrick Declerck, Les Naufragés, raconte l'exercice de la psychanalyse auprès des personnes sans-abris hébergés dans les différentes structures sociales du CASH, en particulier dans le centre d'accueil d'urgence, le CHAPSA.

## Population et société

### Démographie

#### Évolution démographique
L'évolution du nombre d'habitants est connue à travers les recensements de la population effectués dans la commune depuis 1793. Pour les communes de plus de 10 000 habitants les recensements ont lieu chaque année à la suite d'une enquête par sondage auprès d'un échantillon d'adresses représentant 8 % de leurs logements, contrairement aux autres communes qui ont un recensement réel tous les cinq ans,.

En 2022, la commune comptait 98 119 habitants, en évolution de +4,1 % par rapport à 2016 (Hauts-de-Seine : +2,75 %, France hors Mayotte : +2,11 %).
| 1793  | 1800  | 1806  | 1821  | 1831  | 1836  | 1841  | 1846  | 1851  |
| ----- | ----- | ----- | ----- | ----- | ----- | ----- | ----- | ----- |
| 1 991 | 2 222 | 2 340 | 1 903 | 2 500 | 2 590 | 2 792 | 2 842 | 2 770 |

| 1856  | 1861  | 1866  | 1872  | 1876  | 1881  | 1886  | 1891   | 1896   |
| ----- | ----- | ----- | ----- | ----- | ----- | ----- | ------ | ------ |
| 2 919 | 3 549 | 3 907 | 3 944 | 4 279 | 4 984 | 5 592 | 10 430 | 11 950 |

| 1901   | 1906   | 1911   | 1921   | 1926   | 1931   | 1936   | 1946   | 1954   |
| ------ | ------ | ------ | ------ | ------ | ------ | ------ | ------ | ------ |
| 14 140 | 17 434 | 21 349 | 27 042 | 35 843 | 42 978 | 46 065 | 41 860 | 53 037 |

| 1962   | 1968   | 1975   | 1982   | 1990   | 1999   | 2006   | 2011   | 2016   |
| ------ | ------ | ------ | ------ | ------ | ------ | ------ | ------ | ------ |
| 83 416 | 90 332 | 95 032 | 88 578 | 84 565 | 84 281 | 88 316 | 89 476 | 94 258 |

| 2021   | 2022   | - | - | - | - | - | - | - |
| ------ | ------ | - | - | - | - | - | - | - |
| 97 351 | 98 119 | - | - | - | - | - | - | - |

#### Pyramide des âges
La population de la commune est relativement jeune.
En 2020, le taux de personnes d'un âge inférieur à 30 ans s'élève à 43 %, soit au-dessus de la moyenne départementale (38,2 %). À l'inverse, le taux de personnes d'âge supérieur à 60 ans est de 16,5 % la même année, alors qu'il est de 20,2 % au niveau départemental.
En 2020, la commune comptait 47 374 hommes pour 48 408 femmes, soit un taux de 50,54 % de femmes, légèrement inférieur au taux départemental (52,4 %).
Les pyramides des âges de la commune et du département s'établissent comme suit.
| Hommes | Classe d’âge | Femmes |
| ------ | ------------ | ------ |
| 0,3    | 90 ou +      | 0,8    |
| 3,6    | 75-89 ans    | 4,9    |
| 11,2   | 60-74 ans    | 12,3   |
| 18,3   | 45-59 ans    | 18,8   |
| 22,3   | 30-44 ans    | 21,7   |
| 23,6   | 15-29 ans    | 22,3   |
| 20,8   | 0-14 ans     | 19,3   |

| Hommes | Classe d’âge | Femmes |
| ------ | ------------ | ------ |
| 0,6    | 90 ou +      | 1,6    |
| 5,2    | 75-89 ans    | 7,2    |
| 12,1   | 60-74 ans    | 13,5   |
| 19,3   | 45-59 ans    | 19,4   |
| 22,6   | 30-44 ans    | 21,9   |
| 20,2   | 15-29 ans    | 18,9   |
| 19,9   | 0-14 ans     | 17,4   |

- Nanterre Plage : 
Nanterre plage est un lieu de relaxation où les habitants peuvent se détendre et on y trouve de nombreuses activités pour enfant (ventre-glisse, trampoline) et d'une autre part pour les sportifs qui peuvent faire du tir à l'arc, volley-ball, football...). Cela a lieu chaque été. Il y a des services de restauration comme Le P'tit Sucré ou Yellow Bus, à l'entrée il y a le planning des activités comme le Cerf-Volant pour tous et des parcours de santé.
- Parade(s), festival des Arts de la rue : 
Créé en 1990, le Festival des arts de la rue de Nanterre a lieu tous les ans au cours des premiers weekends de juin dans le vieux centre de la ville. Des dizaines de compagnies venues du monde entier donnent rendez-vous au public pour présenter leurs spectacles dans des domaines variés : cirque, théâtre, danse, musique, chant…
Parade(s) est également un festival ouvert sur le monde, notamment par le biais de divers partenariats avec d'autres pays (tels que le Burkina Faso et le Japon) et spectacles vivants internationaux[92].
Au cours de cet événement, des ateliers créatifs et projets sont proposés au jeune public : inventer l'habillage du centre-ville, réaliser les décors du festival, concevoir et apprendre à manier des marionnettes, organiser une parade citoyenne, ou encore un concert urbain[93].
Ce festival regroupe une moyenne de 40 000 spectateurs par édition, avec la participation d'environ 500 amateurs et plus de 50 compagnies invitées.

- Nanterre sur Scène, festival de création étudiante : 
Créé en 2009, Nanterre sur Scène est un festival de création étudiante organisé par l'université Paris-Ouest de Nanterre, principalement sur le thème des spectacles vivants (théâtre, danse, musique, cirque)[94]. Il a lieu tous les ans, au cours de la première semaine de décembre au sein de l'université, au théâtre Bernard-Marie-Koltès et dans l'espace Pierre-Reverdy du campus.
Cet événement a pour objectif de créer un rendez-vous annuel des arts de la scène, ainsi que de permettre l'émergence de nouveaux artistes étudiants, tout en favorisant la rencontre avec un large public.
- Ferme géante : 
Depuis 1996, la ville de Nanterre organise une animation « Ferme géante » le dernier week-end (vendredi et samedi) du mois de novembre.
Différents métiers ruraux sont représentés, par exemple :
  - agriculteur avec machine à égrener le blé ;
  - paysans avec quelques animaux (vaches, moutons, cochons, chevaux, oies, poules, coqs, etc. ;
  - maréchal-ferrant montrant le changement des fers à un cheval, le modelage des fers à cheval ;
  - etc.

La restauration campagnarde est représentée — également — sur des stands de produits du terroir, ainsi que par des stands de dégustations.
Ces différentes animations sont « visitées » par des classes d'écoles maternelles et primaires afin de leur faire découvrir la vie paysanne dans nos différentes régions françaises.
- Ecozone : 
L'ancienne fête des fleurs, qui avait lieu tous les ans, en mai, dans le parc des Anciennes-Mairies, est devenu en 2008 le festival Ecozone, à vocation écologique. Une semaine d'animations, forums, débats, culmine avec la fête dans le parc, animée par des associations locales et nationales, mais également des entreprises d'Ile-de-France.
- Déclics ! Festival du Multimédia de Nanterre : 
Initié en 2009, le festival se déroule à l'Agora, Maison des initiatives citoyennes, tous les deux ans en octobre. Des œuvres d'art numérique y sont exposées et des ateliers d'initiation et de perfectionnement à l'outil multimédia sont proposés[95].

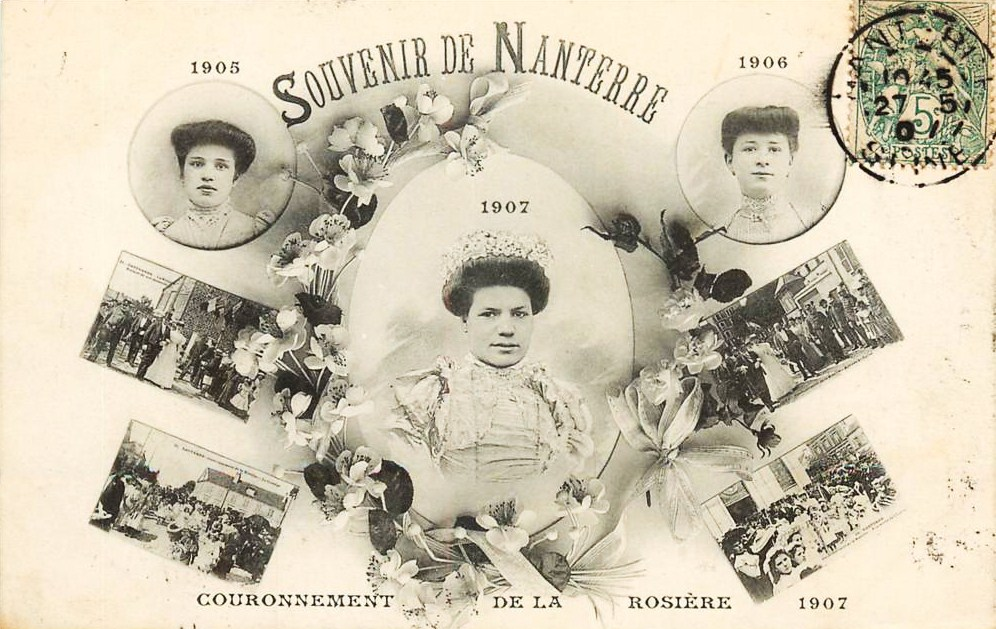
Carte postale souvenir des rosières de Nanterre 1905, 1906, 1907.

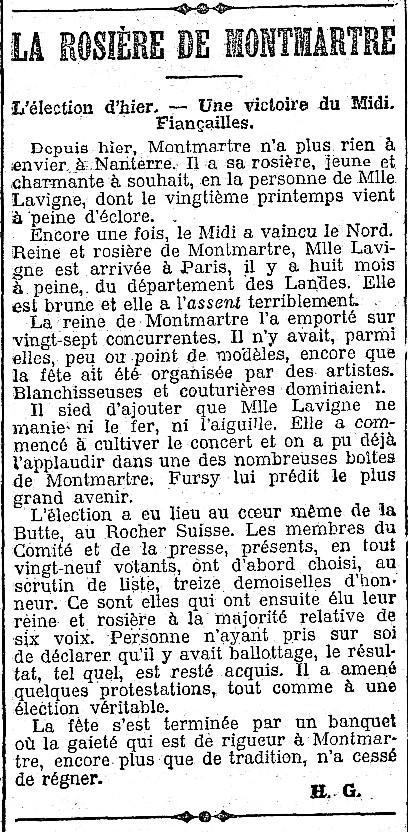
L'Humanité, 13 juin 1904, page 3, 3e colonne.

- Fête de la rosière : 
La fête de la Rosière qui se déroulait à Nanterre était jadis célèbre en France.
Nanterre célèbre la fête de la Rosière à partir de 1818, le jour de la Pentecôte. D’abord mettant à l’honneur une jeune fille vertueuse, celle-ci est couronnée à l’église. Ce rôle de femme vertueuse y est célébré en honorant tout particulièrement la figure mythique de sainte Geneviève (423-512), Nantaise et patronne du diocèse de Nanterre, qui comme Jeanne d’Arc est intervenue efficacement contre des envahisseurs. Au XIXe siècle, la tension entre le pouvoir ecclésiastique et le pouvoir municipal fait de la Fête de la rosière l’espace d’une lutte d’influence. Avant de déboucher sur la loi de séparation des Églises et de l'État du 9 décembre 1905, l’antagonisme entre pouvoir laïque et religieux ne cesse de croître.
La rosière au XIXe siècle incarne désormais à Nanterre un rempart vertueux face aux vices parisiens.
Au-delà des symboles archaïques de cette fête, la Fête de la rosière, selon Robert Cornaille (président de la société d’Histoire de Nanterre) « remplaçait une fête patronale qui n’existait pas ».
La Fête de la rosière de Nanterre est à son apogée de 1837 à 1979. Le village s’étant transformé en banlieue, elle a dû s’adapter et connut un renouveau lorsqu’en 1935 la ville crée une « rosière rouge », substituant la morale communiste à la morale chrétienne.
Les habitants se parent de leurs plus beaux habits et assistent à la procession de la Rosière au son de la fanfare municipale. Ils se rendent à la mairie, où elle est accueillie par le maire, puis le cortège se reforme et se rend à l’église, où l’archaïque[Quoi ?] rappelle les origines de la fête et fait l’éloge de sainte Geneviève. La fête se poursuit sur plusieurs jours avec des spectacles, des banquets, des concours et surtout des marches accompagnées par la fanfare. Un grand bal clôt la fête.
Lorsqu'en 1904 Montmartre élit pour la première fois sa rosière, L'Humanité commence son compte rendu de l'élection et la fête par : « Depuis hier, Montmartre n'a plus rien à envier à Nanterre. »
On peut voir sur Internet un film sur l'élection de la rosière de Nanterre en 1920, qui donne également une idée du caractère campagnard de la ville à l'époque[96].

### Sports et loisirs
Athlétisme[réf. nécessaire]
Nanterre a deux clubs d'athlétisme: le Nanterre Athletic Club, et l'ESN Athlétisme.
Le Nanterre Athletic Club permet de pratiquer principalement les épreuves de demi-fond et fond. Il compte environ 200 licenciés et prend part à de nombreuses compétitions départementales, régionales et nationales. Les entraînements se déroulent sur le stade Jean-Guimier, et dans le parc adjacent, le parc André-Malraux.
L'ESN Athlétisme permet de pratiquer principalement les épreuves de sprint. Les entraînements se déroulent sur le stade Jean-Guimier. Il est la section athlétisme du club omnisports nanterrien.
Basket-ball
Nanterre a une équipe de basket-ball, Nanterre 92, qui évolue en JeepElite depuis la saison 2011-2012 au Palais des sports Maurice-Thorez.
Handball
Nanterre a aussi une équipe de handball évoluant en N1, L'ESNH 92,[réf. nécessaire]
Football
L'équipe de football évolue en Régional 1. Elle a atteint les 64es de la Coupe de France en 2019-2020, après avoir éliminé les professionnels de Laval.
Rugby à XV[réf. nécessaire]
- Une équipe féminine de rugby à XV : le Racing Nanterre Rugby
- Une équipe masculine, le Racing Nanterre rugby qui fut vice-champion de France de 4e série 2017
- De plus, le Racing 92, club professionnel de première division, évolue dans la Paris La Défense Arena située à Nanterre depuis décembre 2017.

Football américain
Depuis 2009, Nanterre a également une équipe de football américain, les White Sharks, qui pour leur deuxième année d'existence ont accédé aux demi-finales du championnat régional.
Rugby à XIII
La commune héberge un club de rugby à XIII : le Nanterre Rugby League Hussards.
Cependant une polémique éclate début avril 2019 concernant ce club. Son dirigeant, dans une lettre publiée sur un réseau social, accuse la municipalité d'interdire la pratique du rugby à XIII sur la commune.
Dans un communiqué publié sur son site officiel, la fédération française de rugby à XIII indique « avoir pris connaissance du message posté sur les réseaux sociaux », et avoir écrit à l'adjointe aux Sports de la commune en la « questionnant sur le bien fondé et la véracité des propos tenus ». L'incident dépasse le simple cadre de la commune, puisque le magazine britannique Rugby League Word traite de l'évènement dans son numéro du mois de mai 2019 : dans l'article consacré à ce sujet, son auteur souligne la comparaison faite par les « treizistes » de cette « interdiction » avec celle de l’interdiction du rugby à XIII par le régime de Vichy.
En 2021, le club développe un partenariat avec le club de Corbeil.

### Médias
- Journaux et magazines
  - Nanterre Info : magazine municipal d'information disponible en ligne
  - NanterreReseau Nanterre[103]
  - Le Parisien Hauts-de-Seine[104]
  - La Gazette de la Défense
  - France 3 Ile-de-France

### Cultes
Les Nanterriens disposent de lieux de culte catholiques, musulmans et juifs.

#### Culte catholique
Depuis janvier 2010, la commune de Nanterre fait partie du doyenné du Mont-Valérien, l'un des neuf doyennés du diocèse de Nanterre.
Au sein de ce doyenné, les sept lieux de culte catholique relèvent de trois paroisses, :
Paroisse Sainte-Geneviève et Saint-Jean-Marie-Vianney :
- cathédrale Sainte-Geneviève-et-Saint-Maurice, rue de l'Église.
- église Saint-Jean-Marie-Vianney (située à Rueil-Malmaison).

Paroisse de Nanterre Nord :
- chapelle Notre-Dame-de-la-Miséricorde, rue André-Doucet.
- chapelle Saint-Paul, boulevard Émile-Zola.
- chapelle Sainte-Catherine-de-Sienne, rue des Pâquerettes.

Paroisse de la Sainte-Famille :
- chapelle Saint-Joseph-des-Fontenelles, rue Edmond-Dupuis.
- église Sainte-Marie-des-Fontenelles, avenue Félix-Faure.
- chapelle Sainte-Bernadette, rue Paul-Vaillant-Couturier (détruite).

#### Culte musulman
Trois mosquées sont implantées à Nanterre : 
- El Emir Abdelkader (avenue de la République),
- Institut Ibn Badis (avenue Georges-Clemenceau) et
- Okba Ibn Nafee (avenue de la République).

#### Culte israélite
Synagogue du Centre communautaire juif de Nanterre, rue Castel-Marly.

#### Culte millénariste
Salle du royaume des témoins de Jéhovah, rue des Sablières.

## Économie

### Revenus de la population et fiscalité
En 2010, le revenu fiscal médian par ménage était de 27 941 €, ce qui plaçait Nanterre au 17 781e rang parmi les 31 525 communes de plus de 39 ménages en métropole.
Le taux de pauvreté en 2012 y est de 20,2 %, soit presque le double du taux des Hauts-de-Seine, de 11 %. Le taux de chômage y est de 14,9 %.
Le revenu disponible médian par unité de consommation y est de 18 489 euros en 2012, soit 10 000 euros de moins que la commune limitrophe de Courbevoie et 8 000 euros de moins que sa voisine Puteaux.
27 % des habitants y sont propriétaires de leur logement, et 56 % des logements sont des logements sociaux.

### Entreprises et commerces

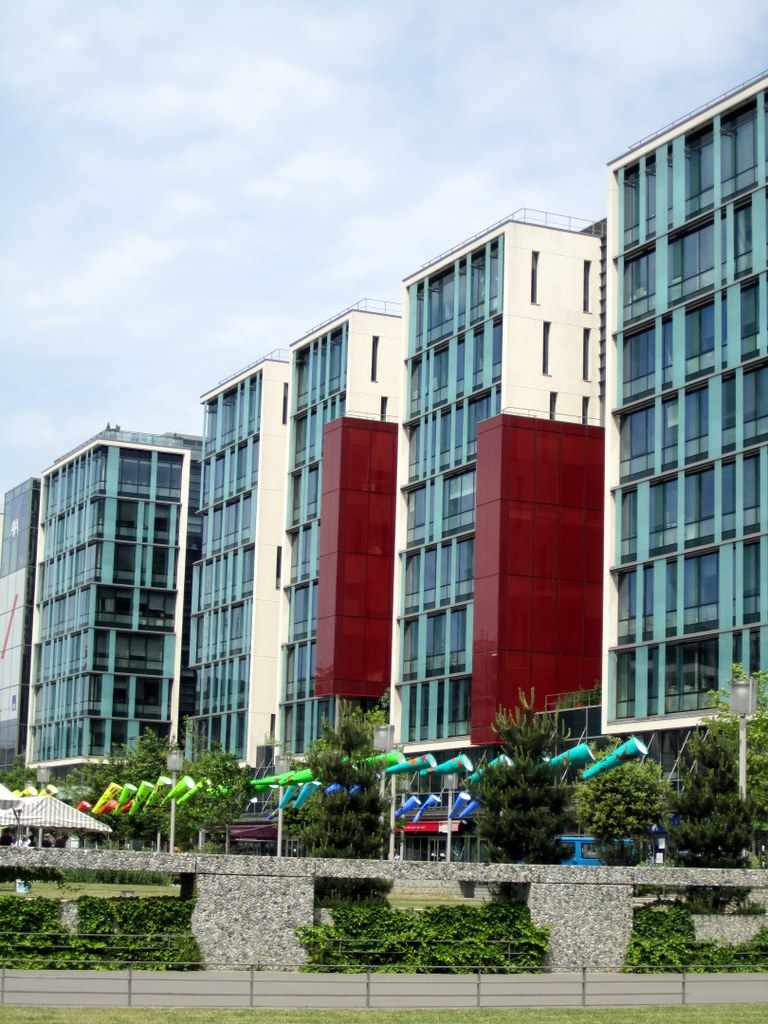
Immeubles AXA.

Nanterre accueille de nombreuses entreprises sur son territoire.
En particulier de nombreux sièges sociaux d'entreprises : Société générale dont la tour Granite, Axa France aux Terrasses, Faurecia au 2 rue Hennape, Manpower France, Crédit Coopératif, Agence de l'eau Seine Normandie, Alcatel, etc.
- Le siège de l'ancienne communauté d'agglomération du Mont-Valérien se situe place de la Boule. Ce site était autrefois occupé par les glaces Motta puis PepsiCo France.
- Le port autonome de Paris à Nanterre se situe dans le nord de la Ville.
- Le LCL occupe actuellement[Quand ?] un petit immeuble proche de la gare de Nanterre-ville.
- Une partie du quartier d'affaires de la Défense se situe sur le territoire de la ville.
- De nombreuses entreprises ont des bureaux dans la zone de Champs-Pierreux, le long de la nationale 13, dont Veolia et ERDF.
- Un Centre bus RATP est situé en bord de Seine.
- Délégation de la Chambre de commerce et d'industrie de Paris.
- De nombreux artisans et PME.

Préfecture des Hauts-de-Seine.

Nanterre, étant une ville préfectorale, a aussi de grandes surfaces comme E.Leclerc, Carrefour, Intermarché, Casino, Décathlon, Leroy Merlin et Brico Dépôt. Puis plusieurs autres magasins dans le centre-ville.
Plusieurs marchés sont présents tous les jours à différents endroits :
- le marché du centre : le mardi, le jeudi et le dimanche ;
- le marché de la Gare de Nanterre-Ville (Ligne A du RER) : le mercredi et le samedi ;
- le marché Charles-de-Gaulle (RER A Nanterre-Préfecture) : le vendredi et le dimanche ;
- le marché Pablo-Picasso : le mercredi et le samedi.

Le cinéma Les Lumières se trouve au centre-ville avec quatre salles ainsi que le Théâtre des Amandiers se situant à côté du parc André-Malraux.

## Culture locale  et patrimoine

### Lieux et monuments
La commune comprend de nombreux monuments répertoriés à l'inventaire général du patrimoine culturel de la France.
- Cathédrale Sainte-Geneviève-et-Saint-Maurice de Nanterre

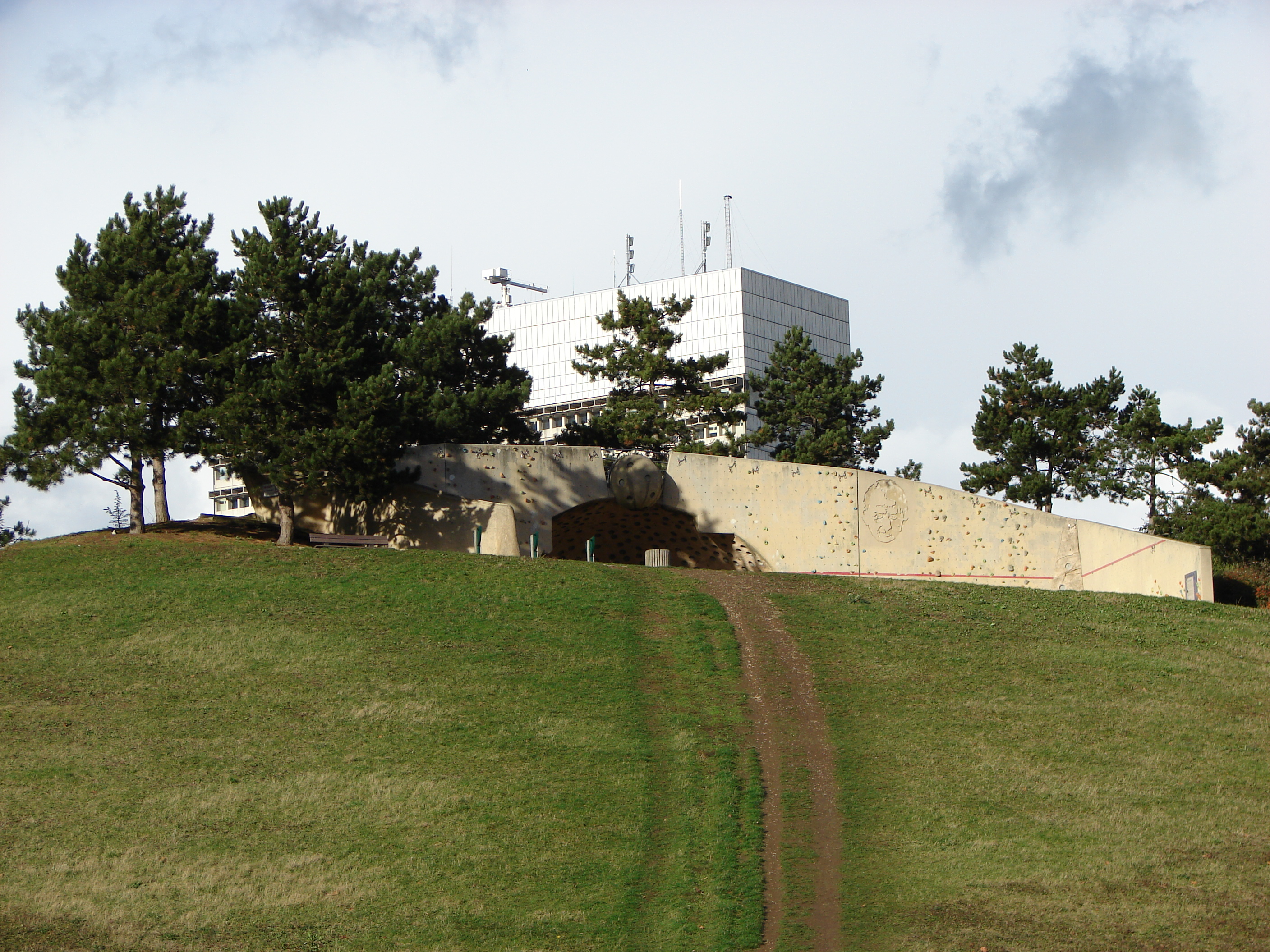
Mur d'escalade du parc départemental André-Malraux.

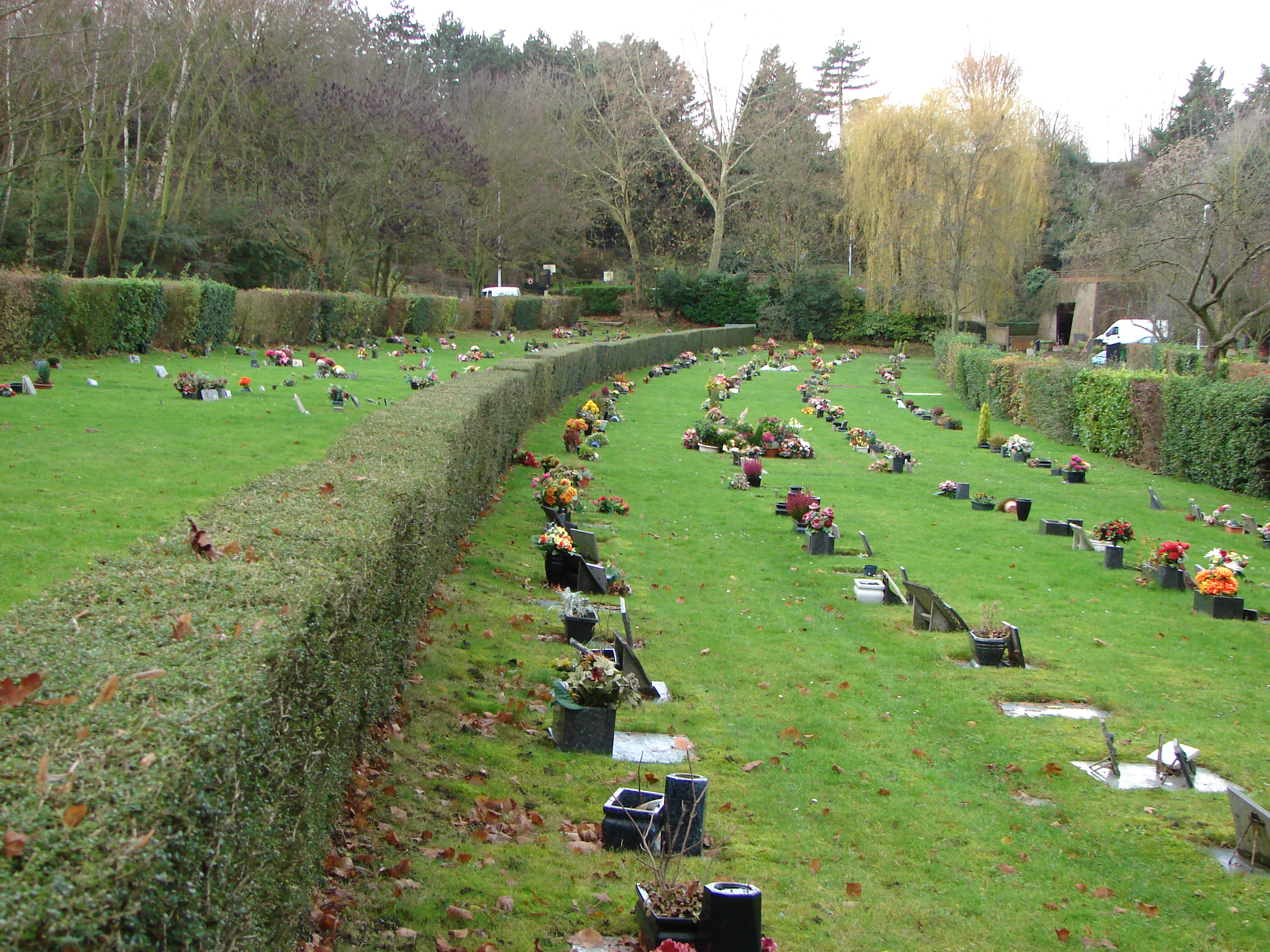
Cimetière-parc du Mont-Valérien.

- Parc des Anciennes-Mairies
- Parc André-Malraux
- Parc du Chemin de l'Île

- Cimetière-parc du Mont-Valérien
- Cimetière du Centre
- Hôtel de Ville
- Maison de la Musique
- Théâtre des Amandiers
- Théâtre La Forge
- Centre ancien
- Ciné Art

### Nanterre dans les arts et la culture

#### Littérature
- Madame de Sévigné, dans une lettre à sa fille datée du 25 février 1674, fait le récit d'un incident qui se déroula à Nanterre[113] :

« L’archevêque de Reims revenait hier fort vite de Saint-Germain, comme un tourbillon. S’il croit être grand seigneur, ses gens le croient encore plus que lui. Ils passaient au travers de Nanterre, tra, tra, tra; ils rencontrent un homme à cheval, gare, gare! Ce pauvre homme se veut ranger, son cheval ne le veut pas; enfin le carrosse et les six chevaux renversent le pauvre homme et le cheval, et passent par-dessus, et si bien par-dessus que le carrosse en fut versé et renversé [...] »
- Jean-Jacques Rousseau, dans Les Rêveries du promeneur solitaire (1782), cite Nanterre, dans la « Neuvième Promenade » :

« Il y a deux ans que, m’étant allé promener du côté de la Nouvelle-France, je poussai plus loin, puis, tirant à gauche & voulant tourner autour de Montmartre, je traversai le village de Clignancourt. Je marchais distroit & rêvant sans regarder autour de moi quand tout à coup je me sentis saisir les genoux. Je regarde & je vois un petit enfant de cinq ou six ans qui serroit mes genoux de toute sa force en me regardant d’un air si familier & si caressant que mes entrailles s’émurent ; je me disais : C’est ainsi que j’aurois été traité des miens. Je pris l’enfant dans mes bras, je le baisai plusieurs fois dans une espèce de transport & puis je continuai mon chemin. Je sentois en marchant qu’il me manquoit quelque chose, Un fort besoin naissant me ramenoit sur mes pas. Je me reprochais d’avoir quitté si brusquement cet enfant, je croyais voir dans son action sans cause apparente une sorte d’inspiration qu’il ne falloit pas dédaigner. Enfin, cédant à la tentation, je reviens sur mes pas, je cours à l’enfant, je l’embrasse de nouveau & je lui donne de quoi acheter des petits pains de Nanterre dont le marchand passoit là par hasard [...] »
- Guy de Maupassant, dans sa nouvelle La Parure (1884), cite Nanterre dans cet extrait[115] :

« — Voyons, Mathilde. Combien cela coûterait-il, une toilette convenable, qui pourrait te servir encore en d’autres occasions, quelque chose de très simple ?
Elle réfléchit quelques secondes, établissant ses comptes et songeant aussi à la somme qu’elle pouvait demander sans s’attirer un refus immédiat et une exclamation effarée du commis économe.
Enfin, elle répondit en hésitant :
— Je ne sais pas au juste, mais il me semble qu’avec quatre cents francs je pourrais arriver.
Il avait un peu pâli, car il réservait juste cette somme pour acheter un fusil et s’offrir des parties de chasse, l’été suivant, dans la plaine de Nanterre, avec quelques amis qui allaient tirer des alouettes, par là, le dimanche. »

#### Chanson
- La chanson à boire La, la, maistre Pierre (publiée en 1535[116]) de Claudin de Sermisy, évoque Nanterre de la façon suivante :

« La la, maistre piere
la la, buvons don
en revenant de Nanterre
ie m'assis sur une piere
aupres de moy ung flacon
a ce flacon fit la guerre
en mangeant dung gras gambon
la la, maistre piere
la la, buvons don »
- Dans le roman Les Misérables (1862) de Victor Hugo, Gavroche chante, en allant chercher des cartouches sur les cadavres devant la barricade de la rue de la Chanvrerie, avant d'être mortellement blessé[118] :

« On est laid à Nanterre,
C’est la faute à Voltaire,
Et bête à Palaiseau,
C’est la faute à Rousseau. »
- La chanson Les Pompiers de Nanterre, écrite en 1867[119], par Alfred Philibert, L. C. Desormes et Paul Burani etc., se moquait avec humour des pompiers de la ville[120].
- En 1970, dans sa chanson Tranche de vie, François Béranger cite Nanterre :

« La capitale c'est bien joli
Sûrement quand on la voit d'Passy
Mais de Nanterre ou de Charenton
C'est déjà beaucoup moins folichon
J'ai pas d'mal à imaginer
Par où c'que mon père est passé
Car j'ai connu quinze ans plus tard
Le même tracas le même bazar [...] »
- La chanson Pericoloso Sporgersi (1973), de Claude Lemesle et Alice Dona[121], interprétée notamment par Serge Reggiani, raconte des règlements de comptes entre truands, dont l'un à  Nanterre :

« E pericolo, e pericolo, e pericolo si !
E pericolo, e pericoloso sporgersi !
L'Anglais et mon pauvre frère
Sont tombés, quelle maladresse !
Du haut des tours de Nanterre
Sur un car de C.R.S. [...] »

#### Peinture
- Jean-Charles Cazin, vers 1875 a peint le tableau Monsieur Pascal dans une carrière près de Nanterre[122].
- Pierre-Ferdinand Damoye a peint le tableau, La Seine à Nanterre[123].
- Stanislas Lépine a peint les tableaux :
  - Nanterre et le Mont Valérien[123] ;
  - Le Mont Valérien. Vue prise de l’île de Nanterre[124].
- Charles Mercier, en 1904, a peint le tableau La Maison des chiffonniers route de Chatou[123].
- Maurice Utrillo a peint le tableau Place à Nanterre[125].
- Victor Vignon a peint vers 1880,  Les Usines de Nanterre[126].
- Maurice de Vlaminck qui vécut à Nanterre au début du XXe siècle y a peint plusieurs tableaux :
  - Bords de Seine à Nanterre, peint en 1904[127], qui représente la « Papeterie de Nanterre » (à ne pas confondre avec la Papeterie de la Seine). Sur ce site se trouvent aujourd’hui les entrepôts des magasins Leclerc[128] ;
  - Les Pêcheurs à Nanterre, en 1905-1906[129] ;
  - La Boule de Nanterre, en 1923[130] ;
  - Le Pont de Nanterre[129].

#### Filmographie
- L'université : Yann Corbon, Le Mur, 2006.
- Les Cœurs verts : film français réalisé par Édouard Luntz, sorti en 1966. Tournage : du 6 septembre au 23 octobre 1965 à Nanterre.
- Neuilly sa mère, sa mère !, 2017.

### Spécialité culinaire
La brioche de Nanterre est la brioche classique que l'on trouve en boulangerie. Elle se distingue de la brioche de Paris par sa forme : la brioche parisienne est constituée de deux boules superposées, la petite sur une plus grosse ; la brioche de Nanterre, de forme rectangulaire, est surmontée de pelotes. Le pâton est divisé en huit parts égales, alignées en deux rangs.
Selon la tradition, l'origine de la brioche de Nanterre remonterait à l’an 451. L’archidiacre d’Auxerre aurait apporté à Geneviève de Paris des eulogies (petits pains bénits). Au Moyen Âge, s'institua la coutume de distribuer aux chanoines de l’abbaye Sainte-Geneviève à Nanterre des petits gâteaux avec l’empreinte de l’image de la sainte. Le commerce des « marchandes de petits gâteaux de Nanterre » perdura jusqu'au milieu du XIXe siècle.

### Société savante
En 1971, fut fondée la Société d'histoire de Nanterre (SHN). Cette société savante effectue des recherches historiques sur l'histoire de Nanterre et de ses environs. Elle constitue un fonds documentaire, publie des bulletins et organise des conférences et des expositions.

### Personnalités liées à la commune

#### Naissance à Nanterre
- Geneviève de Paris (423-512), religieuse, sainte patronne du diocèse de Nanterre et de la ville de Paris.
- François Hanriot (1759-1794), militaire et révolutionnaire français.
- Jean Mantelet (1891-1942), commandant du paquebot Paul Doumer coulé par un U-boot le 30 octobre 1942 au large de Madère, compagnon de la Libération.
- Frank-Will (1900-1950), artiste peintre.
- Jean Nanterre (1907-1996), résistant, compagnon de la Libération.
- André Frédérique (1915-1957), poète français.
- Marcel Gaillard (1923-2007), footballeur français.
- Emile Bentz (1925-2010), boxeur français.
- Stanislas Bober (1930-1975), coureur cycliste français.
- Robert Etcheverry (1937-2007), acteur français.
- Marie-Françoise Marais (1945-), haut magistrat français de la Cour de cassation.
- Bernard Soulage (1948-), personnalité politique française.
- Marc Alfos (1956-2012), acteur français de doublage.
- Bernie Bonvoisin (1956-), chanteur du groupe de hard-rock Trust et cinéaste français.
- Souad Amidou (1959-), actrice française.
- Slimane Dazi (1960-), acteur français.
- Fabrice Hadjadj (1971-), écrivain et professeur de littérature et de philosophie français.
- Pierre Dharréville (1975-), député des Bouches-du-Rhône.
- Kader Ayd (1976-), réalisateur, scénariste et acteur de film français et américain.
- Yoni Roch (1978-), acteur, cascadeur, chorégraphe et sportif de haut niveau en sports de combats français.
- Salhate Djamalidine (1978-), athlète féminine de sprint, demi-fond et courses de haie.
- Oliver Kieffer (1979-), joueur français de volley-ball.
- Ben (1979-), humoriste français.
- Sada Thioub (1995-), footballeur.
- Wunderbach, groupe punk de Nanterre.

#### Décès à Nanterre
- Alexandre Savérien (1720-1805), philosophe arlésien.
- Pierre Roux-Fazillac (1746-1833), homme politique et général de la Révolution.
- Antoinette Chavagnat (1859-1943), peintre française, a vécu à Nanterre jusqu'à sa mort.
- Michel Guermacheff (1867-1944), peintre russe.
- Raymond Barbet (1902-1978), homme politique français, ancien maire de Nanterre.
- Robert Vattier (1906-1982), acteur français.
- Waldeck Rochet (1905-1983), homme politique français, ancien député de Nanterre.
- Eva Damien (1934-1984), actrice française.
- Robert Giraud (1921-1997), écrivain, journaliste, lexicologue et poète français.
- Vincent Serralda (1905-1998), prêtre et vicaire français.
- Anne-Marie Carrière (1925-2006), actrice, humoriste, chansonnière française.
- Jean Bourdelle (1947-2006), écrivain et journaliste français.
- Ginette Garcin (1928-2010), actrice française.
- Paul Bisciglia (1928-2010), acteur français.

#### Autres
- Robert Camelot (1903-1992) y a établi des plans d'ensemble d'habitations collectives.
- Juliette Dubois (1911-1990), conseillère municipale (1959-1983), conseillère générale du canton de Nanterre-Nord (1967-1976).
- Jean-Simon Bonnemain (1743-?), inventeur du thermosiphon et du chauffage central.
- Patrice Chéreau (1944-2013), ancien co-directeur du Théâtre des Amandiers.
- Catherine Tasca (1941-), ancien ministre, ancienne co-directeur du Théâtre des Amandiers, sénatrice des Yvelines depuis 2004.
- Anicet Le Pors (1931-), ancien ministre, conseiller général du canton de Nanterre-Sud-Est de 1985 à 1998.
- Michel Duffour (1940-), ancien ministre, sénateur des Hauts-de-Seine de 1997 à 2002, conseiller général du canton de Nanterre-Sud-Ouest de 1998 à 2004.
- Roger Karoutchi (1951-), homme politique, ancien ministre, ancien conseiller municipal de Nanterre.
- Michel Sapin (1952-), homme politique, ancien ministre, ancien conseiller municipal de Nanterre.
- Nicolas Sarkozy (1955-), homme politique, ancien président de la République, a fait ses études à l'Université de Nanterre et a eu ses bureaux à l'hôtel du département en tant que président de ce dernier.

### Héraldique
| Blason de Nanterre | Blason  | D'argent à deux fasces ondées d'azur.            |
| Blason de Nanterre | Détails | Le statut officiel du blason reste à déterminer. |

## Pour approfondir